# 旗本やくざ 五人のあばれ者
『旗本やくざ 五人のあばれ者』（はたもとやくざ ごにんのあばれもの）は、片岡千恵蔵主演で、1963年に東映京都によって製作・公開された映画。カラー、シネマスコープ・サイズ。『五人のあばれ者』（ごにんのあばれもの）とも。
比佐芳武原作、村松道平脚色、小沢茂弘監督の時代活劇。
４人の仲間たちとうだつの上がらぬ生活を送っていた貧乏旗本の此村大吉らが、大江戸をわがもの顔でのし歩く無法残虐な旗本愚連隊“鬼神組“と対立するさまを、多様な人間模様を織り交ぜて描く。

## あらすじ
江戸の人気役者中村仲蔵は、三十石の小旗本此村大吉の奔放な挙動に暗示を受けた新趣向の型で演じて絶賛を浴びた。その大吉は、仲間の飯塚、大河内、横井や、妻に先だたれ赤ん坊を抱えた座光寺源三郎らと五人組でウダツの上らぬ生活をしていた。
ある日、御政道を批判したということで捕えられた太田鉄斎という学者の娘・おいちを助ける。無頼旗本の集まり鬼神組は、計略で取り押さえたおいちと赤ん坊を人質にして大吉をおびき寄せた。

## 出演者
- 此村大吉 - 片岡千惠藏
- 座光寺源三郎 - 里見浩太郎
- 飯塚五郎太夫 - 山形勲
- 大河内善兵衛 - 大坂志郎
- 横井甚兵衛 - 千秋実

- おいち - 富士真奈美
- 蓮月院 - 岸田今日子
- 中村帯刀 - 高田浩吉
- 水野市十郎 - 青木義朗[2]
- 長吉  - 汐路章
- 間部八郎太 - 佐々木孝丸
- 与市兵衛役者 - 尾上華丈

## スタッフ・作品データ
- 監督：小沢茂弘
- 原作：比佐芳武
- 企画：栄井賢、天尾完次
- 脚本：村松道平
- 音楽：鈴木静一
- 撮影：伊藤武夫
- 照明：田辺謙一
- 編集：宮本信太郎
- 美術：井川徳道
- 録音：石原貞光

- 製作：東映京都撮影所
- 配給 : 東映